# Cynkit

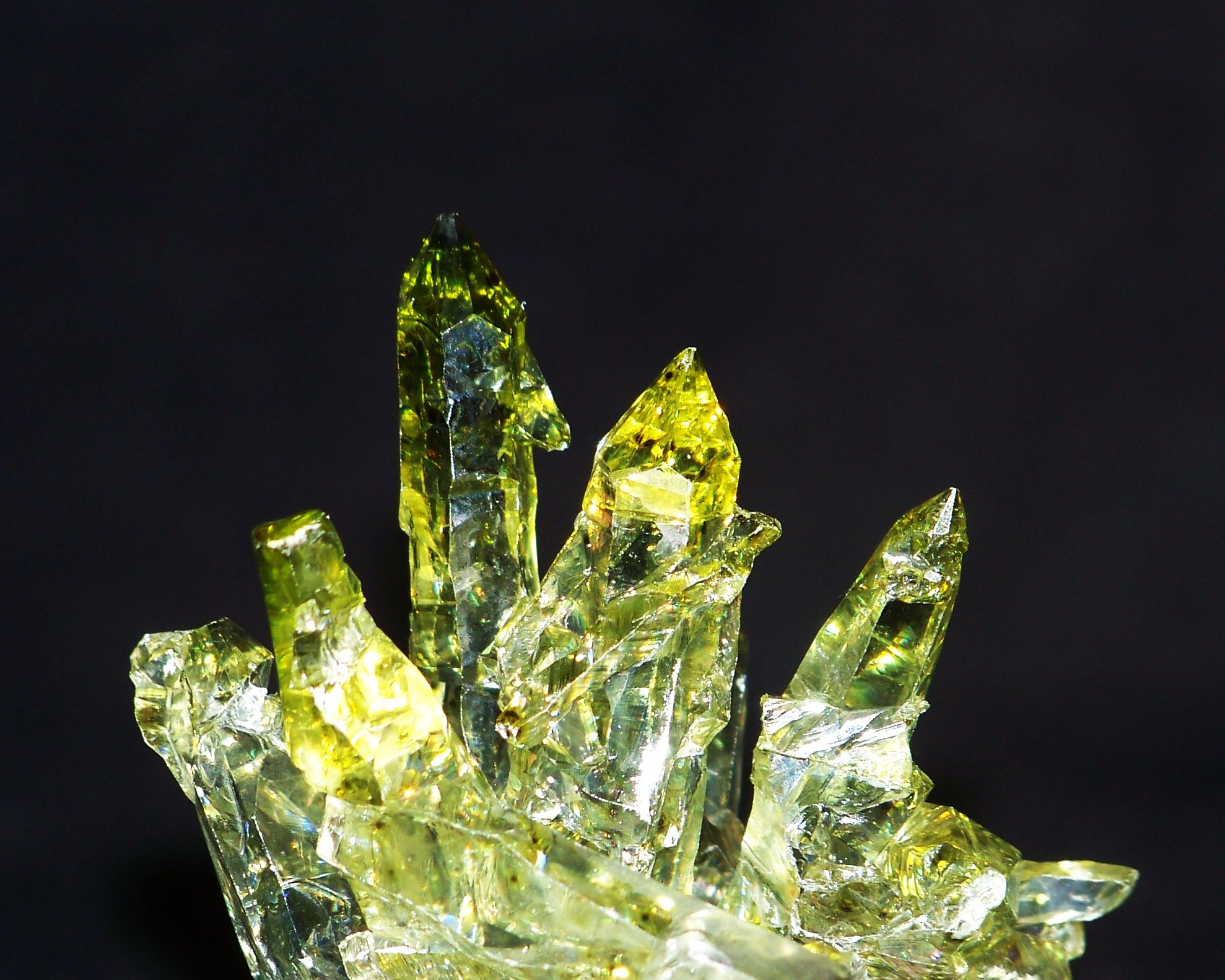
Kryształy cynkitu wykrystalizowane w rurach pieców hut cynku

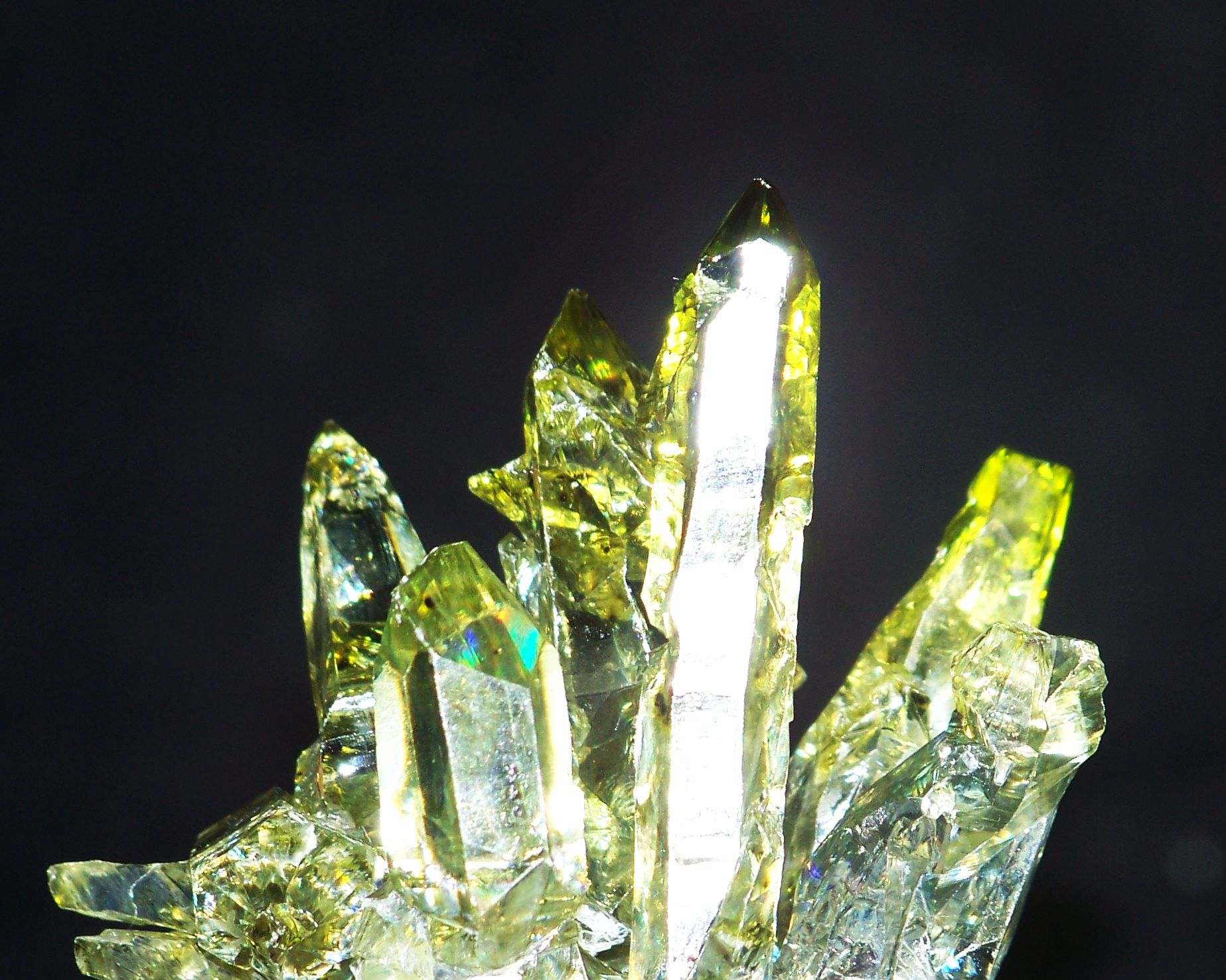
Kryształy cynkitu

Cynkit – minerał z gromady tlenków. Należy do grupy minerałów bardzo rzadkich.
Nazwa nawiązuje do składu chemicznego minerału, którego głównym składnikiem jest cynk. (W. Haidinger, 1845 r.).

## Charakterystyka

### Właściwości
Rzadko tworzy kryształy, najczęściej spotykane mają postać słupa zakończonego piramidalnie, spotykane są też zbliźniaczenia. Najczęściej występuje w skupieniach ziarnistych, zbitych, płytkowych lub pręcikowych. Jest kruchy, przezroczysty, w świetle lampy ultrafioletowej wykazuje pomarańczową flouorescencję. Niektóre okazy wykazują też opalescencję.

### Występowanie
Minerał stref kontaktowych i kontaktowo-metasomatycznych złóż cynkowych. Spotykany w zmetamorfinizowanych wapieniach wraz z willemitem i franklinitem, kalcytem, rodonitem. Przypuszczalnie może powstać też jako produkt pożarów podziemnych. Powstaje też w piecach hutniczych i w rurach odprowadzających gazy piecowe.
Miejsca występowania:
- Na świecie: USA – stan New Jersey (tu spotyka się najpiękniejsze kryształy tego minerału), Hiszpania, Niemcy, Włochy Australia – Tasmania.

- W Polsce: występuje w kopalniach rud cynku w rejonie Olkusza i Tarnowskich Gór, przypuszczalnie jako produkt pożarów podziemnych.

### Zastosowanie
- ważna lokalnie ruda cynku (80,3% Zn),
- bardzo cenny i poszukiwany kamień kolekcjonerski,
- niekiedy używany do wyrobu biżuterii.